# バットマン作戦
バットマン作戦 (バットマンさくせん、Gee Whiz-z-z-z-z-z-z、1956年5月5日）とは、アメリカ合衆国の映画会社ワーナー・ブラザースの短編アニメシリーズ「ルーニー・テューンズ」の作品である。ぶっちぎりステージでの邦題は『あの手この手』

## 概要
コヨーテがロードランナーを追いかけるも、ロードランナーが逆方向へ行き、後ろから驚かされる。
2つの看板『EGAD（参った）』と『!!（うん）』を持ち、次の案を考えたコヨーテは、ライフルでロードランナーに発砲するも失敗。
別の案では『アクメ印戦艦用鋼鉄装甲板（1 sheet ACME Triple Strength BATTLESHIP STEEL ARMOR PLATE）』で止めるも、ロードランナーはその前をすり抜けてしまう。
次のシーンでは、コヨーテがエサを食べているところでダイナマイトを投げるも、岩に当たって爆発し、コヨーテのところに当たってしまう。
その後、『アクメ印バットマンコスチューム（ACME Batman Outfit）』を着て、崖から空を飛び降りるも失敗、その後、『アクメ印 金床（ACME anvil attached）』を『アクメ印 ジャイアント輪ゴム（Rubber Band）』にかけてロードランナーを潰そうとするも失敗。後は、伸びたり縮んだりできる機械にダイナマイトを付けてロードランナーを破壊するも失敗。次はロードランナーをぶつける作戦として、看板に『止まれ！橋が落ちた（STOP! BRIDGE OUT!）』を作って道路に乗せ、大きな白い壁に落ちる風景を描くも失敗。また、別の橋に爆弾を仕掛けるも失敗し、『アクメ印 ハンドルバー(ACME HANDLE BARS)』と『ジェットモーター(ACME JET MOTOR)』でロードランナーを追いかけるも取り逃がし、その後ロードランナーに驚かされ、看板を視聴者の前に向けて『俺が、地面にぶつかる前に、このアニメ終わらせない？（HOW ABOUT ENDING THIS CARTOON BEFORE I HIT?）』と『ありがとう（THANK YOU.）』を挙げた。

## キャスト
| キャラクター       | 原語版             | ぶっちぎりステージ版 | 新吹き替え版 |
| ------------------ | ------------------ | -------------------- | ------------ |
| ロードランナー     | ポール・ジュリアン | ?                    | 原語流用     |
| ワイリー・コヨーテ | -                  | 江原正士             | 江原正士     |
| ナレーション       | -                  | ?                    | 梅津秀行     |